# Bahnstrecke Uznach–Wattwil
| SOB Re 446 bei der Fahrt aus dem Rickentunnel bei Kaltbrunn |                      |                                             |                                             |
| Streckennummer (BAV): | 853                  |                                             |                                             |
| Fahrplanfeld: | 870                  |                                             |                                             |
| Streckenlänge: | 14,37 km             |                                             |                                             |
| Spurweite: | 1435 mm (Normalspur) |                                             |                                             |
| Stromsystem: | 15 kV 16,7 Hz ~      |                                             |                                             |
| Maximale Neigung: | 22 ‰                 |                                             |                                             |
| |                      |                                             |                                             |
| \| \| \| von Rapperswil VAE \| \| \| \| 34,38 \| Uznach Richtungswechsel S 4 \| 410,3 m \| \| \| \| nach Ziegelbrücke S 4 \| \| \| \| 30,98 \| Kaltbrunn \| 469,6 m \| \| \| \| Rickentunnel (8603 m) \| \| \| \| \| von Ebnat-Kappel/Nesslau-Neu St. Johann \| \| \| \| 20,01 \| Wattwil \| 613,6 m \| \| \| \| nach Lichtensteig (Wil, St. Gallen) S 4 VAE \| \| |                      |                                             |                                             |
| Strecke |                      | von Rapperswil VAE                          | von Rapperswil VAE                          |
| Bahnhof | 34,38                | Uznach Richtungswechsel S 4                 | 410,3 m                                     |
| Abzweig geradeaus und nach rechts |                      | nach Ziegelbrücke S 4                       | nach Ziegelbrücke S 4                       |
| Bahnhof | 30,98                | Kaltbrunn                                   | 469,6 m                                     |
| Tunnel |                      | Rickentunnel (8603 m)                       | Rickentunnel (8603 m)                       |
| Abzweig geradeaus und von rechts |                      | von Ebnat-Kappel/Nesslau-Neu St. Johann     | von Ebnat-Kappel/Nesslau-Neu St. Johann     |
| Bahnhof | 20,01                | Wattwil                                     | 613,6 m                                     |
| Strecke |                      | nach Lichtensteig (Wil, St. Gallen) S 4 VAE | nach Lichtensteig (Wil, St. Gallen) S 4 VAE |

Die Bahnstrecke Uznach–Wattwil, auch Rickenbahn genannt, wurde am 1. Oktober 1910 von den Schweizerischen Bundesbahnen in Betrieb genommen. Sie ist 14,37 Kilometer lang. Davon liegen 8,603 Kilometer im Rickentunnel.

## Geschichte
Der Bau dieser Strecke steht im direkten Zusammenhang mit der Bodensee-Toggenburg-Bahn. Ihr Streckenverlauf entspricht bis Wattwil dem Projekt St. Gallen-Wattwil-Rapperswil von Ingenieur Lusser, für welches am 27. Juni 1890 eine Konzession erteilt wurde. Durch geschicktes Taktieren des Kantons St. Gallen wurde der Bau der Toggenburgerbahn übertragen. Diese musste aber nicht mehr mit dem Bau beginnen, da ihre Verstaatlichung bevorstand und sie von den Vereinigten Schweizerbahnen (VSB) übernommen wurde. Somit waren die jungen SBB verpflichtet, die Rickenbahn auf eigene Kosten zu erstellen. Mit dem Bau des Rickentunnels wurde im Januar 1904 begonnen. Die Strecke konnte am 1. Oktober 1910 in Betrieb genommen werden. Nach dem  Eisenbahnunglück im Rickentunnel vom 4. Oktober 1926, bei dem 9 Menschen starben, wurde die unverzügliche Elektrifizierung der Strecke beschlossen. Am 7. Mai 1927 wurde der elektrische Betrieb mit 15'000 Volt 16 ⅔ Hz. zwischen Rapperswil und Wattwil aufgenommen.

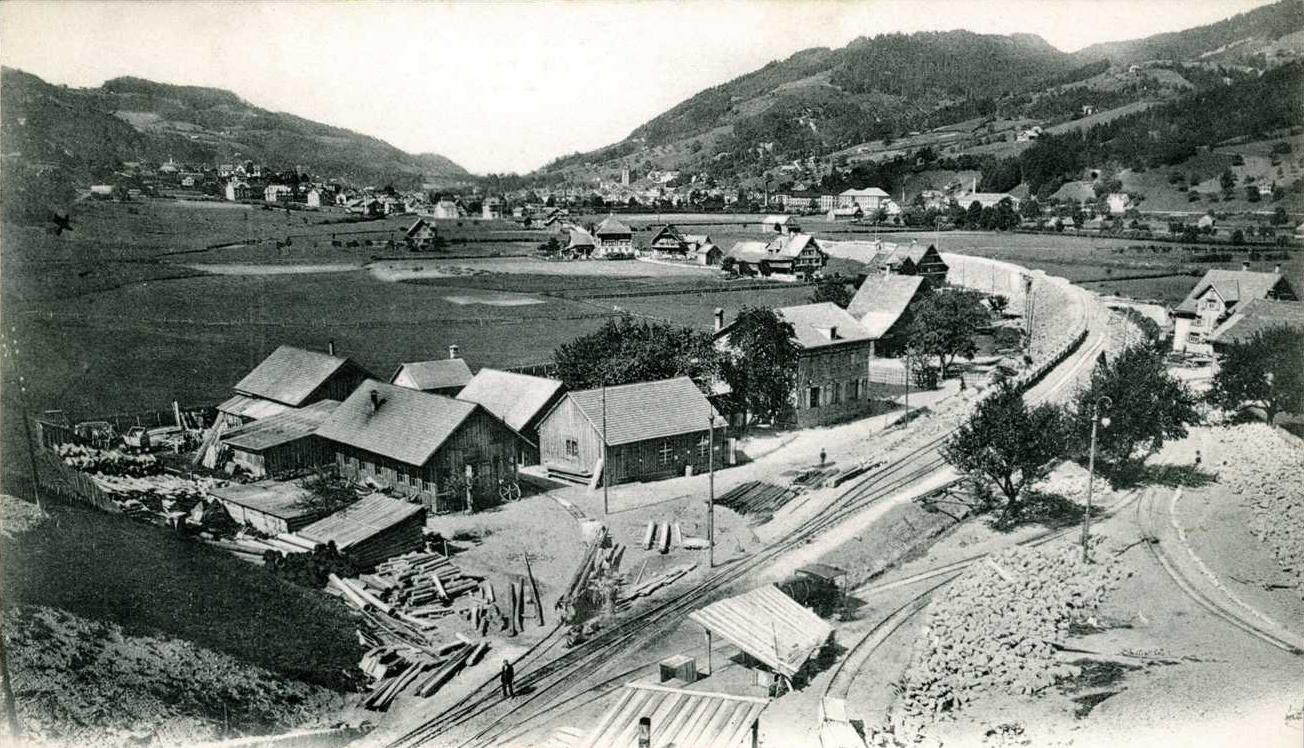
Blick vom Nordportal des Rickentunnels Richtung Wattwil
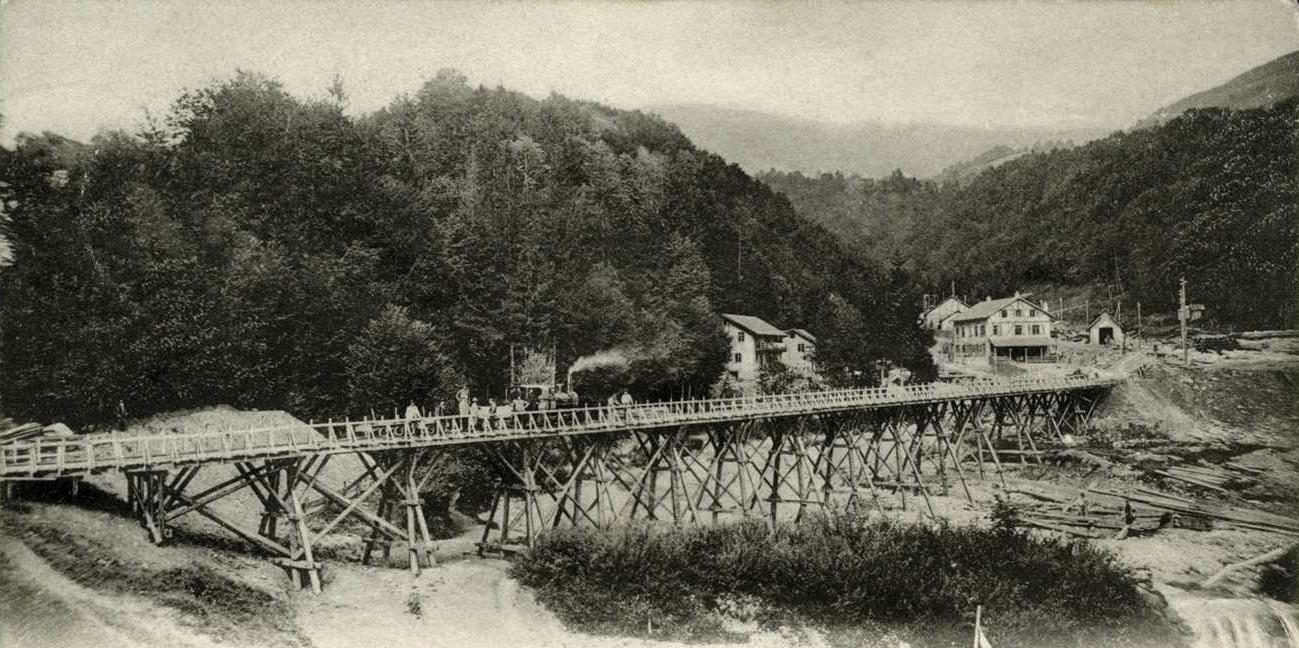
Transportgerüst über den Kaltbrunner Dorfbach
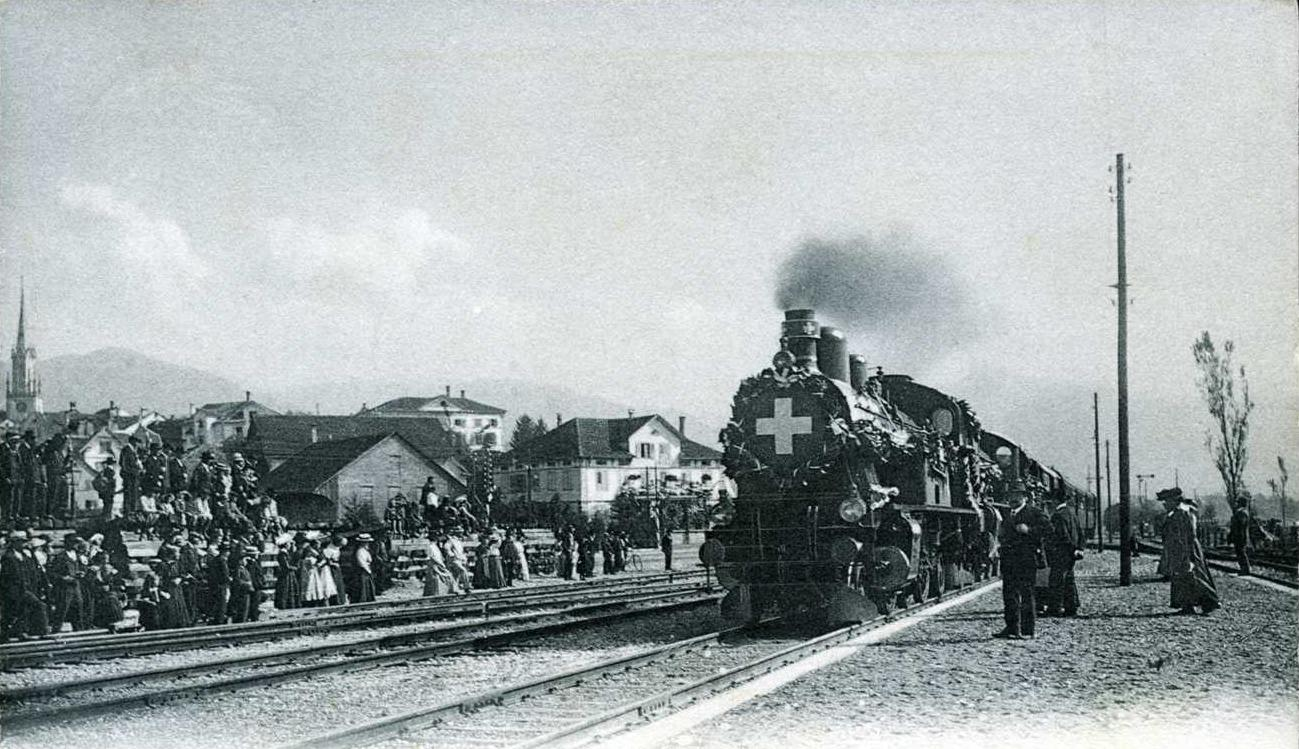
Eröffnungszug im Bahnhof Uznach

## Strecke

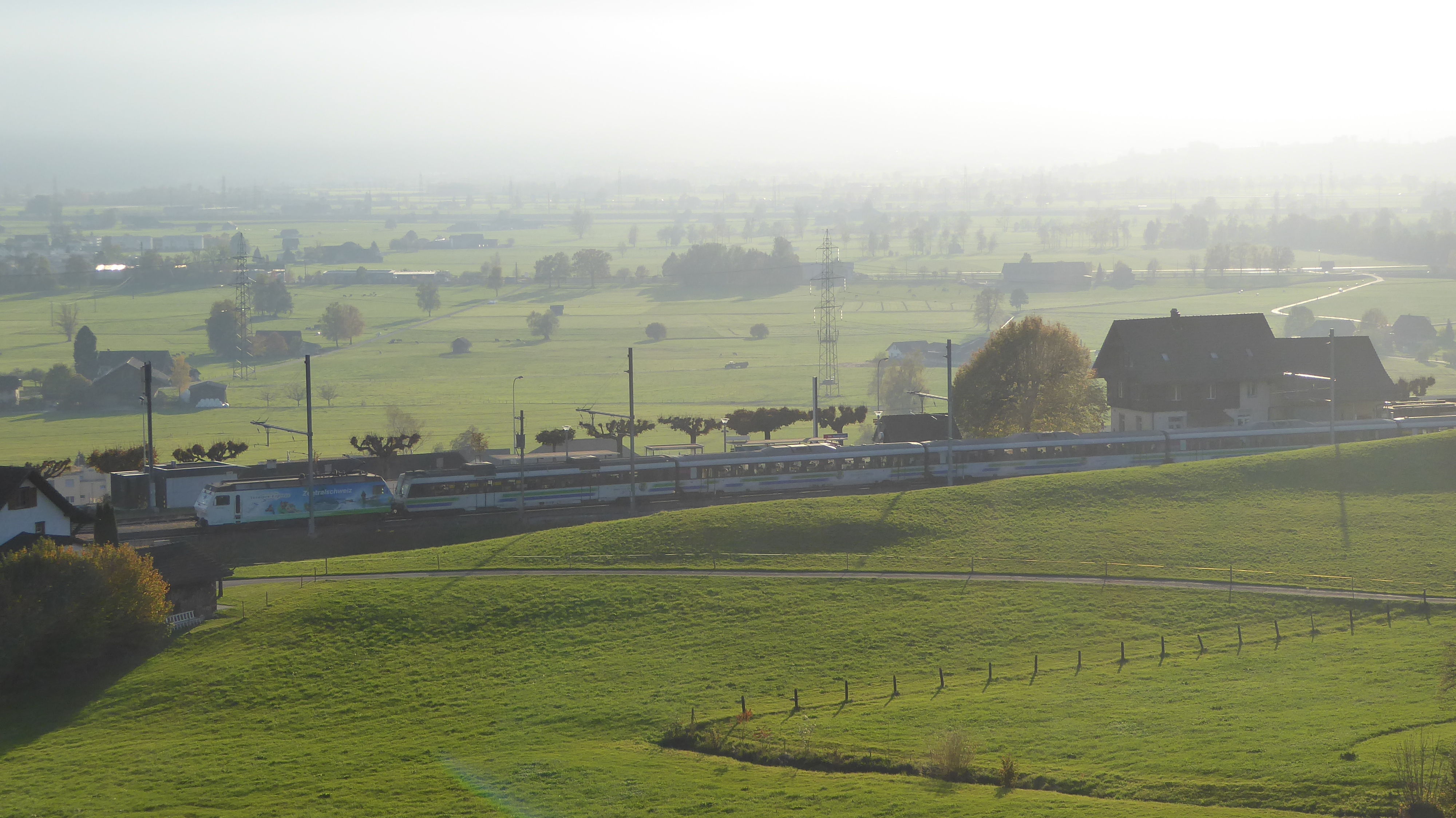
Bahnhof Kaltbrunn mit durchfahrendem Voralpen-Express, im Hintergrund die Linthebene

Die Strecke zweigt in Uznach von der Bahnstrecke Rapperswil–Ziegelbrücke ab, die am 15. Februar 1856 zwischen Wald und Glarus von der VSB eröffnet wurde. Sie steigt dann in östlicher Richtung zum Bahnhof Kaltbrunn an. Danach wendet sie sich weiter ansteigend in nordöstlicher Richtung zum Südportal des Rickentunnels. Dieser Tunnel ist in gerader Linie mit gleichmässiger Steigung von 15,75 Promille angelegt. Vom Nordportal fällt die Linie zum Bahnhof Wattwil hin ab. Dort besteht Anschluss an die Bahnstrecke Wil–Ebnat-Kappel, welche 14. Juni 1870 eröffnet wurde, und an die Bodensee-Toggenburg-Bahnstrecke nach St. Gallen, die am 3. Oktober 1910 eröffnet wurde. Der einzige grössere Kunstbau, der erstellt werden musste, ist der 8603 Meter lange Rickentunnel. Die Strecke wurde einspurig erbaut und ist bis heute unverändert geblieben.